# Mélykastély
Mélykastély (szerbül Куштиљ / Kuštilj, románul Coştei) település Szerbiában, a Vajdaságban, a Dél-bánsági körzetben, Versec községben.

## Fekvése
Versectől délkeletre, a Karas jobb partján, Almád, Vajdalak és Jám közt fekvő település.

## Története
Mélykastély (Kustély) török hódoltság előtti történetéről nem maradtak fenn írásos adatok, de hódoltság végén már jelentékeny helyként említették.
Az 1717. évi kamarai jegyzékben Kostil-ként fordult elő, 100 házzal.
Az 1723-1725-ös gróf Mercy térképen Custil, az 1761 évi térképen Kustil néven, a verseczi kerülethez tartozott.
1829-ben a borgiai birtokok kárpótlásaként a Bethleni gróf Bethlen család nyerte.
A 19. század közepén a gróf Bethlen család birtoka, de ekkor már három részre oszlott:
Az első rész 1856-ban báró Rudnyánszky Sándoré és Szájbély Frigyesé lett, majd 1856-ban Derencsényi Henriette, 1876-ban báró Derencsényi János özvegye, valamint Rezső, Henriette és Klára nevű gyermekeinek a tulajdonába ment át, majd 1883-ban Kormos Béla dr. közjegyző és neje Ágoston Róza vásárolták meg.
A birtok második része, 1868-ban részben Fehér Mária és Sándor, majd 1882-ben, az egész Fehér Miklós tulajdonába ment át, a kiktől 1894-ben gróf Bissingen-Nippenburg Rezső vásárolta meg.
A harmadik rész tulajdonosa 1856-ban Mocsonyi János volt, majd 1888-tól gróf Bissingen-Nippenburg Rezsőné Mocsonyi Georgina birtoka lett. 
1910-ben 2220 lakosából 12 magyar, 39 német, 2116 román, 44 cigány volt. Ebből 51 római katolikus, 2141 görögkeleti ortodox volt.
A trianoni békeszerződés előtt Temes vármegye Verseczi járásához tartozott.

## Népesség

### Demográfiai változások
| 1948 | 1953 | 1961 | 1971 | 1981 | 1991 | 2002 | 2011 |
| ---- | ---- | ---- | ---- | ---- | ---- | ---- | ---- |
| 1666 | 1594 | 1596 | 1416 | 1189 | 1082 | 806  | 748  |

## Nevezetességek
- Görögkeleti temploma - a 18. század közepén épült

## Jegyzetek

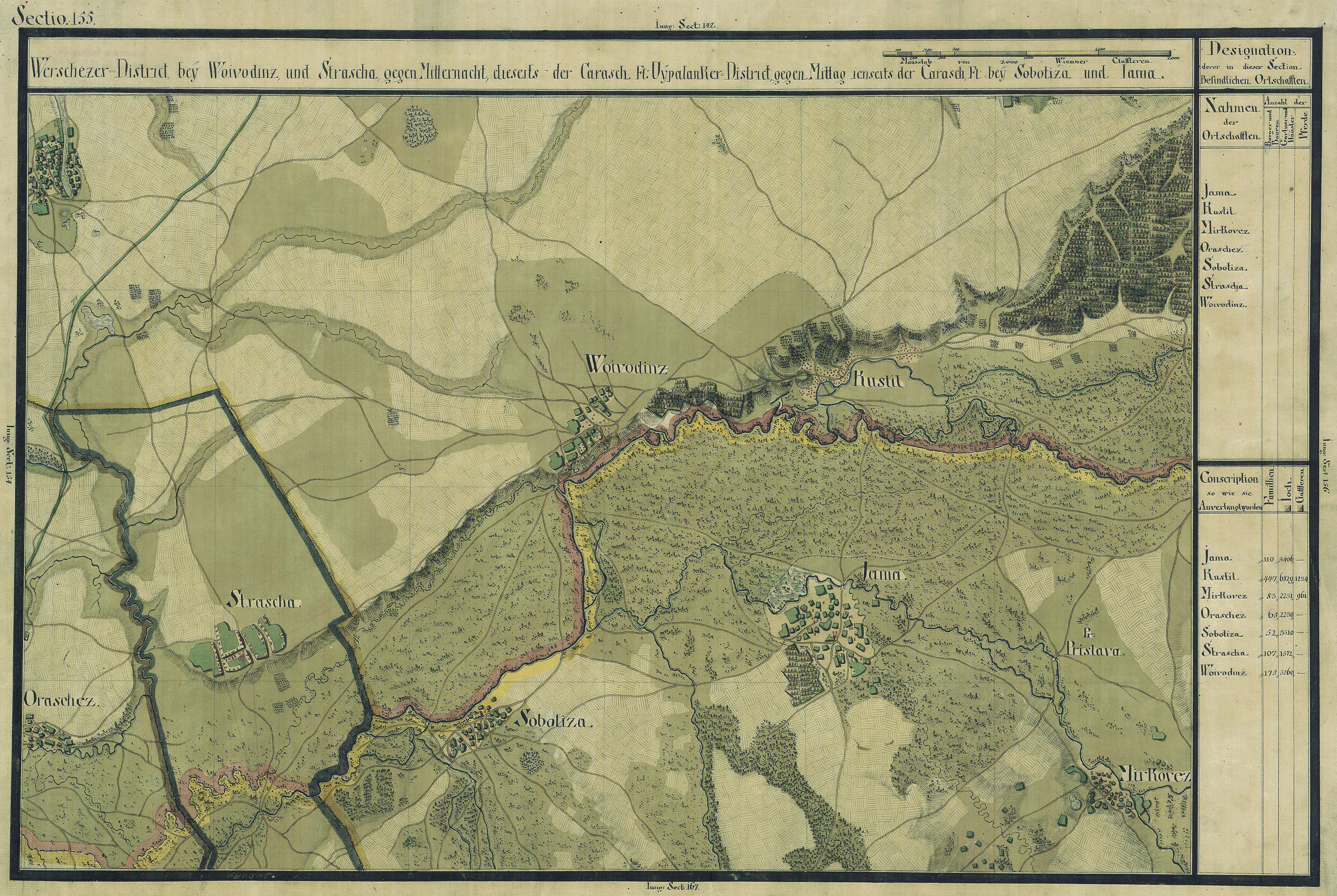
Mélykastély egy régi térképen